# Sauherad
Sauherad è un ex comune norvegese della contea di Telemark. Dal 1º gennaio 2020 fa parte del comune di Midt-Telemark.